# Crisol Carabal
Crisol Celeste Caraballo Carreño más conocida como Crisol Carabal (Caracas, 11 de enero de 1969) es una actriz de telenovelas venezolana.

## Vida personal
Su padre es el poeta Alejandro Caraballo. En 1997 Crisol Carabal fue diagnosticada con un tumor en el Cerebro y se lo removieron con una operación. Desde 2007, está casada con Alessandro Nerilli

## Carrera
Empezó su carrera desde muy joven declamando poemas en Cuánto vale el show y luego con pequeños papeles en novelas de RCTV, donde se formó bajo la tutela de Amalia Pérez Díaz y se dio a conocer en telenovelas como Abigaíl, Por estas calles, Dulce ilusión, Pura sangre y su primer papel protagónico en Ilusiones del año 1995, junto a Vicente Tepedino. Luego realizó una participación especial con un papel de característica en Los amores de Anita Peña e interpretó a la caprichosa y malvada Alba Griselda en María de los Ángeles. Al regresar a Venezuela en 2002, debuta en Venevisión interpretando el papel de la romántica y soñadora Lolita, una de las coprotagonistas de la teleserie Mambo y canela, haciendo pareja con Juan Carlos Vivas tras de hacer el papel de la monja gochita en la novela Trapos íntimos. En 2004 fue parte del elenco principal de la telenovela Estrambótica Anastasia, bajo la pluma de Martín Hahn, donde dio vida a Gregoria "Goyita" Borovsfky una mujer con retardo mental moderado que se enamoró de un renegado llamado Maco Iván Tamayo, demostrándole a todos que a pesar de su condición, podía amar y ser madre como cualquier otra mujer. En 2006 reingresa a Venevisión en calidad de contrafigura de Fabiola Colmenares en la telenovela Los Querendones donde da vida a Gloria Miralles, una médica especialista en fertilidad que hará todo lo posible por conquistar el amor del protagonista Jorge Reyes. En 2012 vuelve a la pluma de Martín Hahn, con Mi ex me tiene ganas.
Actualmente vive en Tenerife donde interpreta y dirige obra de teatros.

## Televisión
| Año       | Título                   | Personaje                             | Canal      | País      |
| --------- | ------------------------ | ------------------------------------- | ---------- | --------- |
| 1987      | Selva María              | Daniela                               | RCTV       | Venezuela |
| 1988      | Alma mía                 | Maite                                 | RCTV       | Venezuela |
| 1988      | Señora                   | Periodista                            | RCTV       | Venezuela |
| 1988-1989 | Abigaíl                  | Sharito Santana                       | RCTV       | Venezuela |
| 1989      | Amanda Sabater           | Dionisia Medina                       | RCTV       | Venezuela |
| 1990-1991 | De mujeres               | Socorro Montes / Ana Margarita        | RCTV       | Venezuela |
| 1992      | Por estas calles         | Bettysabel Patrón Briceño             | RCTV       | Venezuela |
| 1993-1994 | Dulce ilusión            | Sarita Arreaza Escalante              | RCTV       | Venezuela |
| 1994-1995 | Pura sangre              | Yomira Sarmiento                      | RCTV       | Venezuela |
| 1995-1996 | Ilusiones                | Marisol Palacios                      | RCTV       | Venezuela |
| 1996      | Los Amores de Anita Peña | Marianela                             | RCTV       | Venezuela |
| 1997      | María de los Ángeles     | Alba Griselda Basanta Vargas          | RCTV       | Venezuela |
| 1998-1999 | Aunque me cueste la vida | Gitana                                | RCTV       | Venezuela |
| 1999      | Luisa Fernanda           | Miriam Linares                        | RCTV       | Venezuela |
| 1999-2000 | Mariú                    | Amada Gálvez Escorza                  | RCTV       | Venezuela |
| 2001      | Angélica Pecado          | Verónica                              | RCTV       | Venezuela |
| 2002      | Mambo y canela           | Lolita                                | Venevisión | Venezuela |
| 2003      | Trapos íntimos           | Ángela Chacón                         | RCTV       | Venezuela |
| 2003      | La señora de Cárdenas    | Angélica                              | RCTV       | Venezuela |
| 2004      | Estrambótica Anastasia   | Gregoria "Goyita" Borosfky            | RCTV       | Venezuela |
| 2005      | Ser bonita no basta      | Michelle                              | RCTV       | Venezuela |
| 2006      | Los Querendones          | Gloria Miralles                       | Venevisión | Venezuela |
| 2007-2008 | Aunque mal paguen        | Amparo / Aguamiel                     | Venevisión | Venezuela |
| 2008-2009 | La vida entera           | Titina San Juan                       | Venevisión | Venezuela |
| 2010      | Harina de otro costal    | Ángeles                               | Venevisión | Venezuela |
| 2012      | Mi ex me tiene ganas     | Amanda Atenas                         | Venevisión | Venezuela |
| 2015      | Demente criminal         | Salomé de Yépez                       | Venevisión | Venezuela |
| 2015-2016 | Escándalos               | Manuela / María Helena de Aristizábal | Televen    | Venezuela |